# Soulaire-et-Bourg
Soulaire-et-Bourg är en kommun i departementet Maine-et-Loire i regionen Pays de la Loire i nordvästra Frankrike. Kommunen ligger i kantonen Tiercé som tillhör arrondissementet Angers. År 2022 hade Soulaire-et-Bourg 1 477 invånare.

## Befolkningsutveckling
Antalet invånare i kommunen Soulaire-et-Bourg
| Referens: INSEE |